# Glee-Gletscher
Der Glee-Gletscher ist ein kleiner Gletscher in der Royal Society Range des ostantarktischen Viktorialands. Er wird von den beiden Seitenarmen des Dismal Ridge eingefasst und fließt in östlicher Richtung zum Roaring Valley.
Teilnehmer einer von 1960 bis 1961 dauernden Kampagne im Rahmen der neuseeländischen Victoria University’s Antarctic Expeditions nahmen die Benennung vor. Namensgebend war der Umstand, dass der unter den damals schlechten Sichtbedingungen zumindest zeitweilig sichtbare Gletscher zu ihrer Freude (englisch glee) einen Orientierungspunkt bei der Begehung dieses Geländes bot.